# Putnam County (Florida)
Putnam County is een county in de Amerikaanse staat Florida.
De county heeft een landoppervlakte van 1.870 km² en telt 70.423 inwoners (volkstelling 2000). De hoofdplaats is Palatka (Florida).

## Bevolkingsontwikkeling

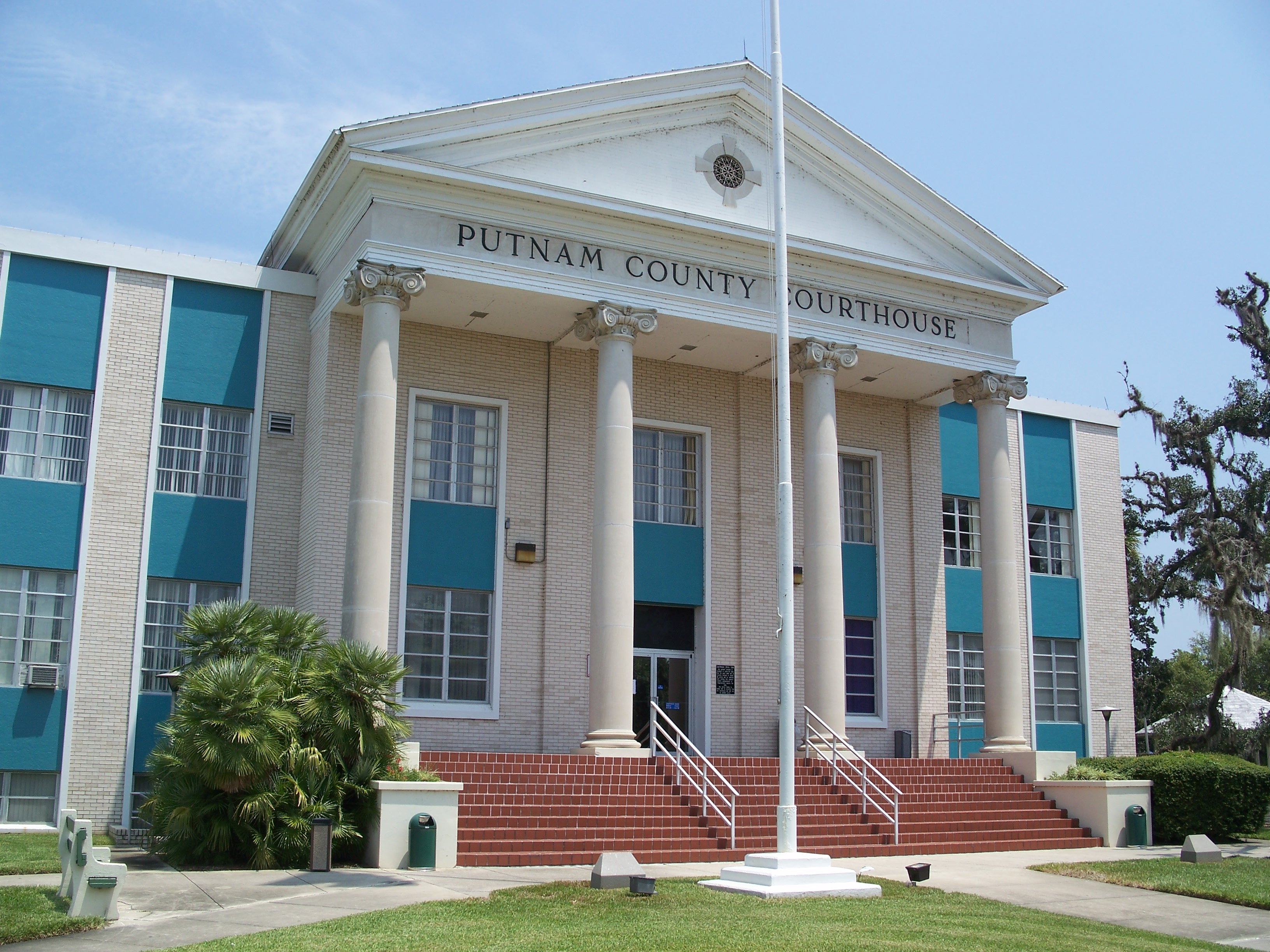
Putnam County Courthouse